# 木藤聡子
木藤 聡子（きとう さとこ、1962年1月18日 - 2020年5月1日）は、日本の女性声優。最終所属はアーツビジョン。東京都出身。

## 来歴
以前はぷろだくしょんバオバブ、81プロデュースに所属していた。
2020年5月1日、病気療養中のところ死去したことが所属事務所から公表された。58歳没。

## 人物
頭身の低いかわいい女の子役で知られていた。
趣味・特技は舞台鑑賞、音楽鑑賞。
『うる星やつら』で共演したことのある神谷明は、木藤の人となりについて「とても頑張り屋さんだった」と評している。

## 後任・代役
木藤の死去に伴い、持ち役を引き継いだ人物は以下の通り。
- 佐久間レイ（『それいけ!アンパンマン』）：あざみちゃん 役[注 1]
- 品田美穂（『レイブンのウチはチョー大変！』）：レイブン 役

## 出演

### テレビアニメ
1982年
- 手塚治虫のドン・ドラキュラ（美女）

1983年
- 魔法の天使クリィミーマミ（キャサリン）

1984年
- アタッカーYOU!（クロ、チビ）
- うる星やつら（1984年 - 1985年）
- 超時空騎団サザンクロス（美女A、ジェシノ）
- 超力ロボ ガラット（1984年 - 1985年、女、プロパーン）
- ふしぎなコアラブリンキー（ペンションの客B、少年C、クラスメイト、エリマキトカゲ人、子供、子供コアラ）
- 牧場の少女カトリ（アリーナ、女の子、ミッキ、男の子B）
- 魔法の妖精ペルシャ（女生徒B）
- よろしくメカドック（女子大生B）
- らんぽう

1985年
- おねがい!サミアどん
- 星銃士ビスマルク
- 忍者戦士飛影（看護婦A）

1986年
- 昭和アホ草紙あかぬけ一番!（ストック）
- 光の伝説（夏川〈6歳〉）
- 六三四の剣 青春編（十一、上条綾子）
- めぞん一刻（ホステスA 他）

1987年
- ウルトラB
- きまぐれオレンジ☆ロード（女子生徒、スケバンB）
- げらげらブース物語

1988年
- 魔神英雄伝ワタル（若夫婦・妻）
- 燃える!お兄さん（女子生徒）
- 鎧伝サムライトルーパー（山野純の母）

1991年
- ハイスクールミステリー学園七不思議（小野ゆう子）
- 炎の闘球児 ドッジ弾平（1991年 - 1992年、藤堂みさと）

1992年
- クッキングパパ（メガネの妻）
- 風の中の少女 金髪のジェニー（ミッシェル）
- チロリン村物語（レモコ、トンペイの母）
- 美少女戦士セーラームーン（西園寺瑠衣）
- フランダースの犬 ぼくのパトラッシュ（母親）

1994年
- おまかせスクラッパーズ（宇田ユキ、ジュースケ 他）
- モンタナ・ジョーンズ（アンナ）
- ヤマトタケル（ハヤミカ）

1995年
- 愛天使伝説ウェディングピーチ（ひとみ）
- 怪盗セイント・テール（さやかの母）

1996年
- いじわるばあさん（ゲン太）
- それいけ!アンパンマン（1996年 - 2019年、ひまわりちゃん、あざみちゃん）
- 爆走兄弟レッツ&ゴー!!シリーズ（1996年 - 1997年、アキラ、団員A、土方レイ、サリマ） - 2シリーズ
- はりもぐハーリー（タクヤ母、ケラ助 他）

1997年
- 学級王ヤマザキ（さち子、きさきママ、ババスタシア）
- 新・天地無用!（鈴木イネ）
- ポケットモンスター（ミサ）

1998年
- Bビーダマン爆外伝（かわいこボンB）

2002年
- 炎の蜃気楼（譲の母）

2004年
- あたしンち（子供）
- クレヨンしんちゃん（園児A）

2005年
- B-伝説! バトルビーダマン 炎魂（マダム・イヤーン）

2006年
- ひまわりっ!!（草忍者）

2013年
- 名探偵コナン（石倉和美）

### OVA
- 吸血鬼ハンター"D"（1985年、ラミーカ）
- ウォナビーズ（1986年、女の子）
- うる星やつら アイム THE 終ちゃん（1986年）
- ドリームハンター麗夢II 聖美神学園の妖夢（1986年、黒薔薇会女生徒達）
- 傷追い人（1987年、スケ番B）
- 聖戦士ダンバイン 総集編（1988年、キーン・キッス）
- DETONATORオーガン（1991年）
- BASTARD!! -暗黒の破壊神-（1993年、聖騎士A）
- ヤマトタケル 〜After War〜（1995年、ハヤミカ）
- 同級生2 Special 卒業生（1999年、南川洋子）

### ゲーム
- 機装ルーガ（1993年、ロンディーア）
- バトルZEQUE伝（1994年）
- TIZ -Tokyo Insect Zoo-（1996年、チョウ）
- EOS〜Edge of Skyhigh〜（1997年、ユウ）
- 爆走兄弟レッツ&ゴー!! エターナルウィングス（1998年、土方レイ）

### ドラマCD
- Weiß kreuz Dramatic Collection II ENDLESS RAIN（女性A）
- トルネコの大冒険 不思議のダンジョン（マギーばあさん）
- 爆走兄弟レッツ&ゴー!!GIRL〈レディース・グランプリ開幕!!〉（サリマ）
- 魔界学園II 激闘編（白桐みゆき）
- 魔界学園III 完結編（白桐みゆき）

### 吹き替え

#### 担当俳優
- レイヴン・シモーネ
  - コーリー ホワイトハウスでチョー大変!（レイブン）
  - チーター・ガールズ（ガレリア）
  - チーター・ガールズ2（ガレリア）
  - プリティ・プリンセス2/ロイヤル・ウェディング（アサナ）
  - レイブン 見えちゃってチョー大変!（レイブン）
  - ロード・トリップ パパは誰にも止められない!（メラニー）
  - レイブンのウチはチョー大変!（レイブン）

#### 映画
- 愛と青春の旅だち ※フジテレビ版
- SF/ボディ・スナッチャー
- ガールズ ※フジテレビ版
- キャノンボール2 ※テレビ朝日版
- コンゴ（エイミー）※フジテレビ版
- 死の標的（トレイシー〈ダニエル・ハリス〉）※フジテレビ版
- 推定無罪 ※テレビ朝日版
- スウォーズマン 剣士列伝（ラン）
- 17 セブンティーン（ダイニー・マジェスキー〈キャリスタ・フロックハート〉）
- 007 トゥモロー・ネバー・ダイ（エイビスレンタカー係員）※フジテレビ版
- ダンテズ・ピーク（ローレン・ワンド）※ソフト版
- デンジャラス・マインド/卒業の日まで
- ハリエットのスパイ大作戦（ジェイニー・ギブス〈ヴァネッサ・リー・チェスター〉）※VHS版
- ペイチェック 消された記憶
- フォー・ルームス（マーガレット〈マリサ・トメイ〉）
- マーサ・ミーツ・ボーイズ
- マドンナのスーザンを探して
- ランブリング・ローズ（ドール〈リサ・ジェイカブ〉）
- レオン ※テレビ朝日版

#### テレビドラマ
- あなたにムチュー（リサ）
- ER緊急救命室
  - シーズンIX #4（ボビー〈マット・コービー〉）
  - シーズンXI #5（ルーカス・カーク〈テレンス・ハーディ〉）
- エド（モリー・ハドソン〈レスリー・ブーン〉）
- 恐竜家族
- セサミストリート（プレーリー・ドーン、キッピー、ティタ、アルファ）※スペシャル版
- デスパレートな妻たち7、8

#### アニメ
- アラジンの大冒険（妻）
- X-MEN（テレビ東京版）（女性アナウンサー）
- キャッツ&カンパニー
- ザ・シンプソンズ（アシュレー、シェルビー 他）
- スヌーピーとチャーリーブラウン（マーシー）
- 101匹わんちゃん
- スヌーピーとチャーリーブラウン（フリーダ、クララ）
- パパはグーフィー
- ミュータント・タートルズ（テレビ東京版）（ケイトリン、ティファニー）
- わんわん物語II（アネッタ）

### 特撮
- 激走戦隊カーレンジャー（1996年、ビーガーの声）
- ビーロボカブタック（1997年、トビマスカイ）
- ビーロボカブタック クリスマス大決戦!!（1997年、トビマスカイ）

### テレビ番組
- ジャパン☆ウォーカー（ナレーション）
- GiRLS2（ナレーション）
- それ行けKinKi大冒険（ナレーション）
- それ行けKinKi大放送（ナレーション）
- ひとりでできるもん!（ソックス〈2代目〉）